# سندای
سندای یکی از شهرهای ژاپن و مرکز استان میاگی می‌باشد.
این شهر بزرگ‌ترین شهر ناحیه توهوکو محسوب می‌شود.
سندای جمعیتی بالغ بر یک میلیون نفر را در خود جای داده‌است و اولین شهر منتخب توسط حکم دولتی در ژاپن محسوب می‌گردد. این شهر در سال ۱۶۰۰ تأسیس شده‌است.

## مترو
متروی سندای در سال ۱۹۸۷ تأسیس شده و هم‌اکنون دارای ۲ خط و ۳۰ ایستگاه می‌باشد.

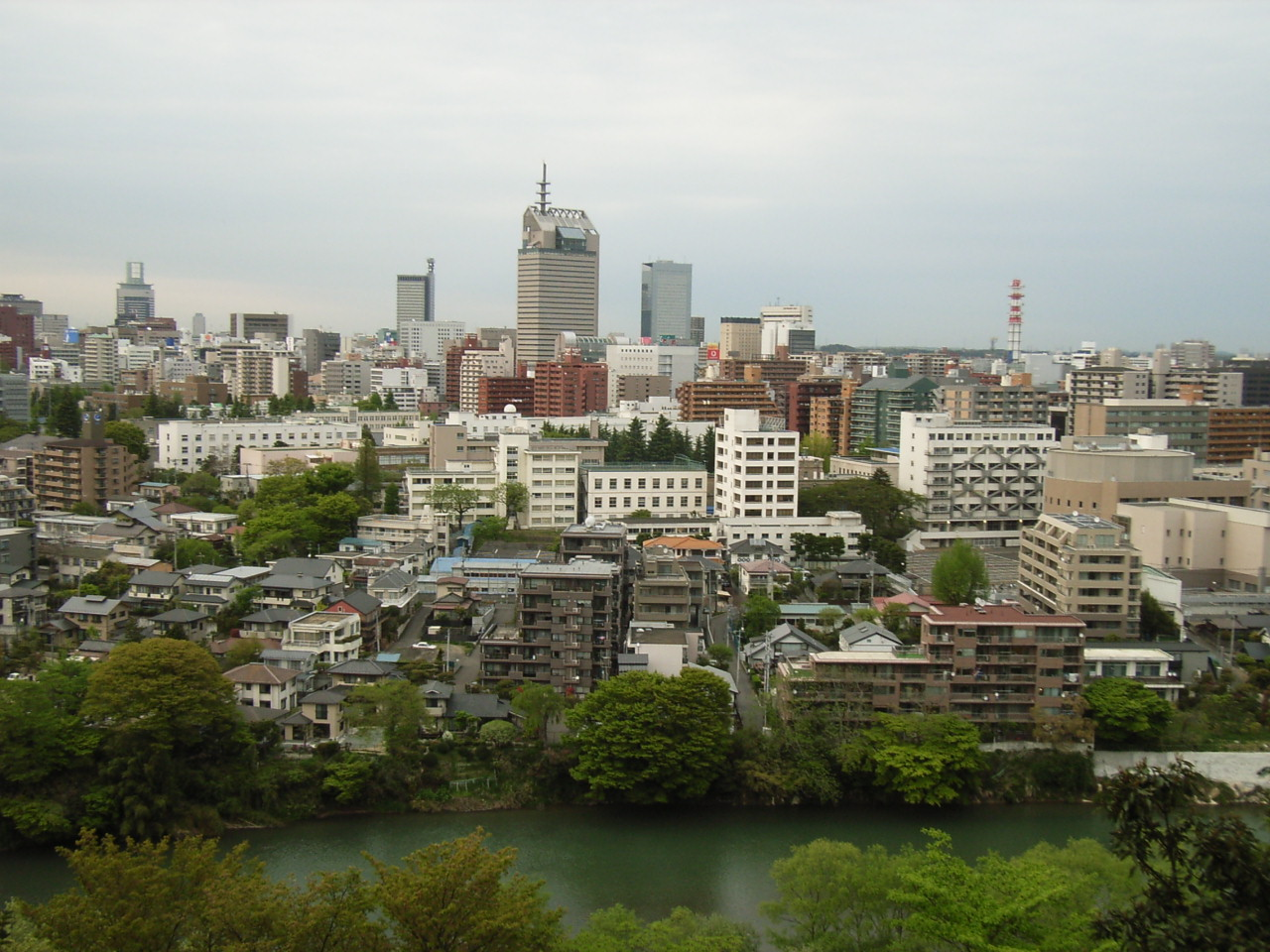
سندای.